# Artstetteni kastély
Az artstetteni kastély (németül: Schloss Artstetten) egy parkkal körülvett kastély Alsó-Ausztriában, Artstetten-Pöbring községben (Melki járás). A középkori eredetű, többször átépített és gazdát cserélt kastély 1823-ban került a Habsburg-család birtokába. 1889-től Habsburg–Lotaringiai Ferenc Ferdinánd osztrák–magyar trónörökös tulajdonába került, akit 1914-ben feleségével, Chotek Zsófiával együtt Szarajevóban meggyilkoltak. A kastélyt az ő gyermekeik, a Hohenberg hercegi család tagjai örökölték. 1938-ban a nácik elkobozták, az osztrák állam 1949-ben szolgáltatta vissza a családnak. Jelenlegi tulajdonosa (2003 óta) a Hohenberg családi alapítvány. Egyik toldaléképületében működik Ferenc Ferdinánd főherceg emlékmúzeuma.

## Történelme
Az első artstetteni várkastély első írásbeli említése 1259-ből datálódik, ekkori tulajdonosai a von Owatsteten, majd von Avrstetten családok voltak. 1329-ben eladták a von Streitwiesen nemesi családnak, akik 1407-ben Murstetten urának adták át. A következő három évszázadban gyakran cserélt gazdát. A 15. században az Aerendorf nemesi család birtoka volt. 1560–1592 között Matthäus von Gundreching birtokolta, ő reneszánsz stílusban átépítette és kibővítette. 1691–1698 közötti birtokosa, Maximilian Braun von Rothenhausen a nyugatu és az északi szárny bővítésével egy négyszögletű árkádos belső udvart alakított ki. 1734–1765 között a Preysing grófok, utánuk a Stiebar bárói család birtokolta. 1730-ban, majd 1791-ben is tűzvész pusztította a palotát, melyet később Joseph von Stiebar újjáépített. A napóleoni háborúk során a kastélyt 1805-ben és 1809-ben is francia csapatok szállták meg, emiatt az épület újabb súlyosabb károkat szenvedett.
1823-ban a Habsburg császári ház szerezte meg a kastélyt. I. Ferenc császár a negyedik feleségének, Karolina Auguszta császárnénak szánta a kastélyt majdani özvegyi lakhelyéül, és elsősorban a kastélypark kertjeit építtette ki. 1852-ben Ferenc Károly főherceg (Ferenc császár és I. Ferdinánd császár öccse) vette meg a kastélyt, aki 1861-ben az ő harmadik fiára, Károly Lajos főhercegre, Ferenc József császár öccsére íratta át. Károly Lajos nagy ívű átalakításokat végeztetett, a tornyokra csúcsos tetőket rakatott, 1863-ban kialakíttatta a nagy kastélyparkot. 1866-ban Károly Lajos bátyja, Ferdinánd Miksa főherceg, Mexikó császára névlegesen megvásárolta a kastélyt, de sohasem fizette ki (1867-ben a felkelők elfogták és kivégezték), Artstten így visszakerült öccsének, Károly Lajosnak tulajdonába, aki később háromemeletesre magasíttatta az épületet. A kastély ekkor nyerte el mai külsejét.
1889-ben az idős Károly Lajos legidősebb fiának, Ferenc Ferdinánd főherceg-trónörökösnek ajándékozta Artstettent, aki korszerűsítette és további átalakításokat végeztetett rajta, saját ízlése szerint. Ferenc Ferdinánd 1900-ban morganatikus házasságot kötött Chotek Zsófia grófnővel, a császári ház ellenzésével dacolva. A trónörökös házaspár a bécsi Belvedere kastélyban és a csehországi Konopiště kastélyban lakott. Gyermekeik – akiknek a császár a Hohenberg hercege címet adományozta – is itt születtek. 1908-ban azonban, negyedik gyermekének halva születésekor a trónörökös szembesült a ténnyel, hogy rangon aluli házassága miatt családtagjait nem fogadják be a bécsi császári kriptába. Figyelme ekkor fordult Artstetten felé. Megbízásából Ludwig Baumann műépítész 1909–10 között a kastélytemplom alatt megépítette a Hohenberg családi kriptát. Ennek első „lakója” az 1908-ban halva született fiúgyermek lett, akit az 1914-es szarajevói merényletben meggyilkolt szülei követtek.

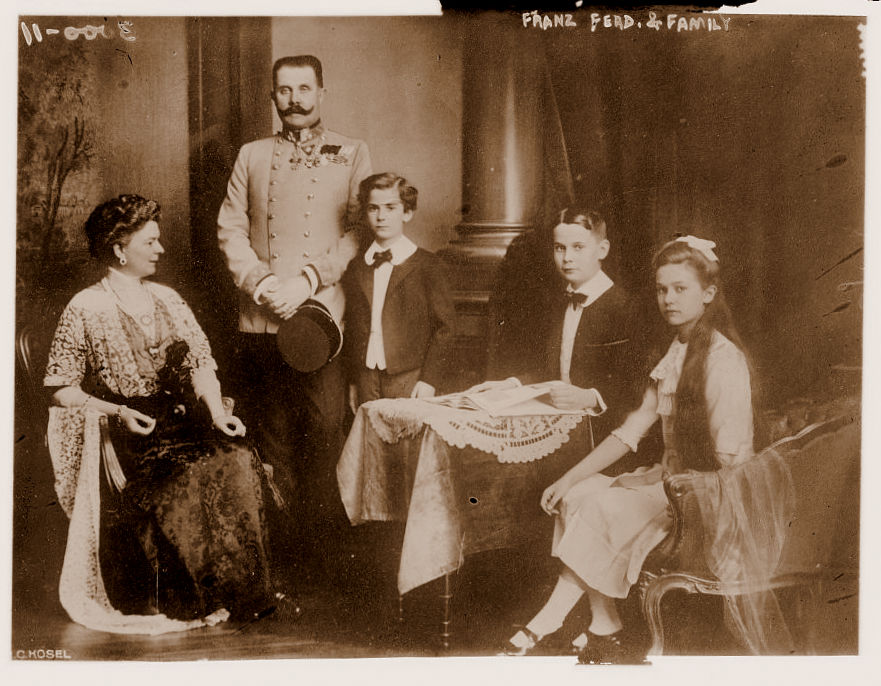
Ferenc Ferdinánd és családja (1910 k.)

1915-ben Ferenc Ferdinánd legidősebb fia, az ekkor 13 éves Maximilian von Hohenberg herceg (1902–1962) örökölte a kastélyt. Az első Osztrák Köztársaság által 1919-ben kibocsátott Habsburg-törvény alól a Hohenberg-gyermekek mentesültek, mert a trónutódlásból ki voltak zárva, az ugyanebben az évben kiadott „Nemesi rangok és címek eltörléséről szóló törvény” (Adelsaufhebungsgesetz) értelmében azonban elvesztették nemesi címüket. Miksa továbbiakban (Ausztrián belül) a Maximilian („Max”) Hohenberg polgári nevet használta. 1921-ben – miután a csehszlovák állam elkobozta a Konopiště kastélyt és őt magát kiutasította – beköltözött Artstettenbe. Az 1938-as Anschluss után berendezkedő náci rendszer elkobozta a kastélyt, Maximiliant és öccsét, Ernstet (1904–1954) a dachaui koncentrációs táborba deportálták. Maximiliant, akinek érdekében felesége, Bona von Waldburg zu Wolfegg und Waldsee grófnő közbenjárt Hermann Göringnél, fél év után szabadon engedték, Öccse, Ernst azonban csak 1943-ban szabadult. Kényszerlakhelyükként Artstettent jelölték ki. A nácik által elkobzott családi vagyon 1945-ben a második Osztrák Köztársaság tulajdonába ment át. Az 1949-es osztrák restitúciós törvény értelmében Max Hohenberg ismét visszakapta az artstetteni kastélyt, melyet 1962-ben fia, Franz Ferdinand Hohenberg (1927–1977) örökölt.
Franz Ferdinand Hohenberg halála (1977) után özvegye, Élisabeth de Luxembourg hercegnő (1922–2011) – Sarolta luxemburgi nagyhercegnő egyik leánya – az artstetteni kastélyt a környező mező- és erdőgazdasággal együtt átadta legidősebb leányának, Anita (von) Hohenberg hercegnőnek (*1958), Ferenc Ferdinánd trónörökös dédunokájának, aki 1978-ban feleségül ment Romée de La Poëze d’Harambure francia grófhoz (*1949). A házaspár átfogó korszerűsítési munkákat végeztetett a kastélyban, és 1982-ben megalapította a Ferenc Ferdinánd főherceg-múzeumot (Erzherzog-Franz-Ferdinand-Museum). Négy gyermekük szintén részt vesz a történelmi örökség gondozásában. 2003 óta a kastély és a hozzá tartozó földbirtok az Anita Hohenberg Alapítvány tulajdonában áll.

## Ferenc Ferdinánd főherceg-múzeum
A kastélyhoz épített toldaléképületben működik a Ferenc Ferdinánd főherceg-múzeum (Erzherzog-Franz-Ferdinand-Museum), mely évente változó témájú időszaki kiállításokkal várja az érdeklődőket. Az első kiállítás címe „Mayerlingtől Szarajevóig” (Von Mayerling bis Sarajewo),, a másodiké „Trón vagy szerelem” (Thron oder Liebe) volt. A 2018-as kiállítás címe „Ferenc Ferdinánd főherceg és az első világháború” (Erzherzog Franz Ferdinand und der 1. Weltkrieg), a 2019 évi kiállításé „Szívvel és kézzel alpesi országunkért” (Mit Herz und Hand fürs Alpenland). (A német nyelvű közbeszédben „Alpenland” Ausztriát jelenti.)

## A kastély levéltára
A kastély levéltára a tulajdonosok alapítványának magántulajdona. Az családi levéltár és az uradalom irattára 1823-ig, az I. Ferenc császár által történt megvásárlásig visszamenőleg hiánytalanul és sértetlenül fennmaradt. Anyaga nagy értéket képvisel egyfelől a császári család magánéletének és gazdálkodásának, másfelől Ausztria nemzeti történelmének szempontjából. Az állomány kutatók számára hozzáférhető. A levéltár egyes dokumentumait Ausztria múzeumainak időszaki kiállításain, téma szerint rendezve rendszeresen bemutatják. A Ferenc Ferdinánd-emlékmúzeum 1982-os megalapítása során az állományt Wladimir Aichelburg osztrák történész-publicista katalogizálta. A levéltár termeit és raktárait 2011-ben az Anita Hohenberg Alapítvány jelentősen korszerűsítette.

## Plébániatemplom, családi kripta

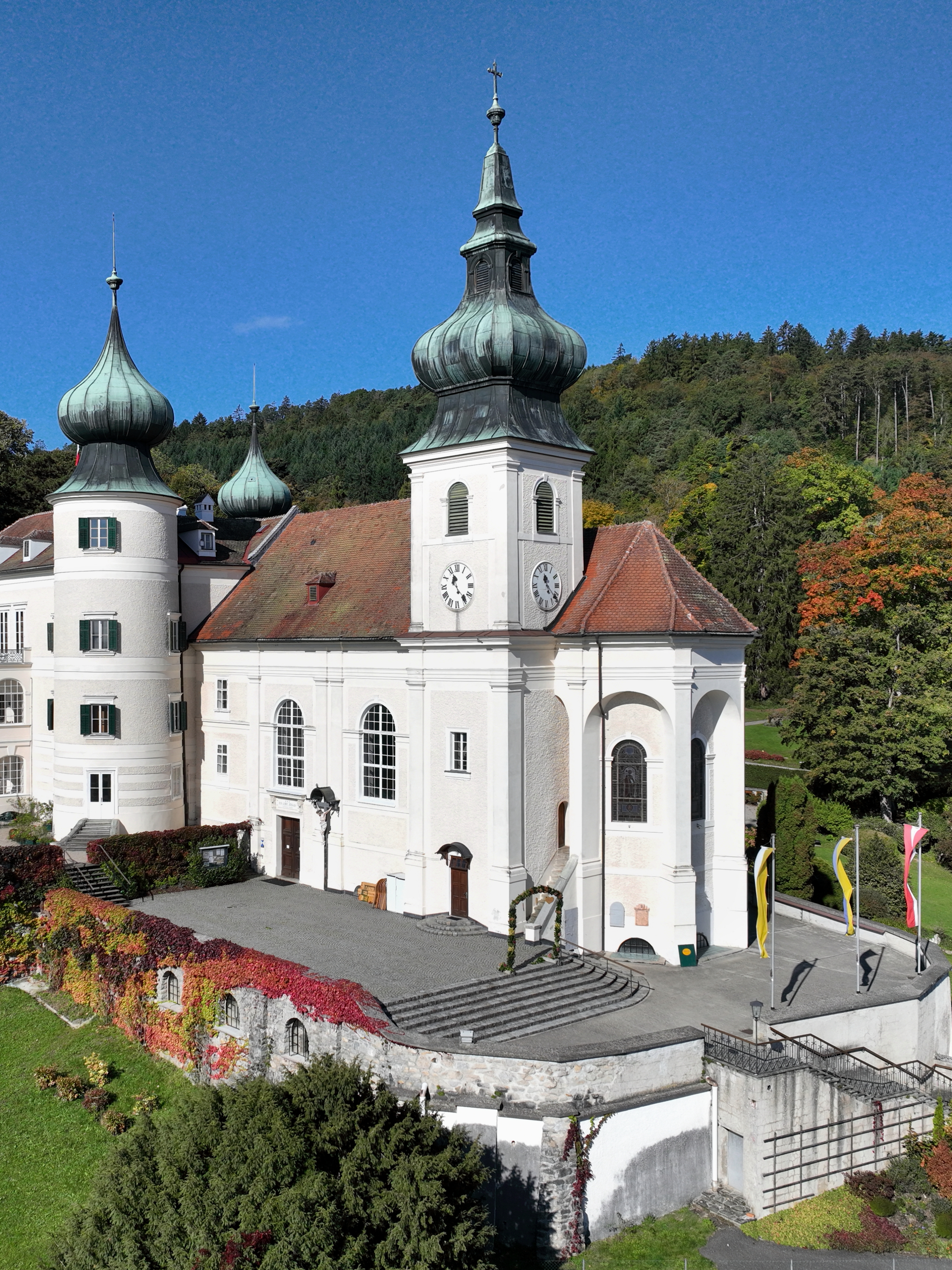
A plébániatemplom

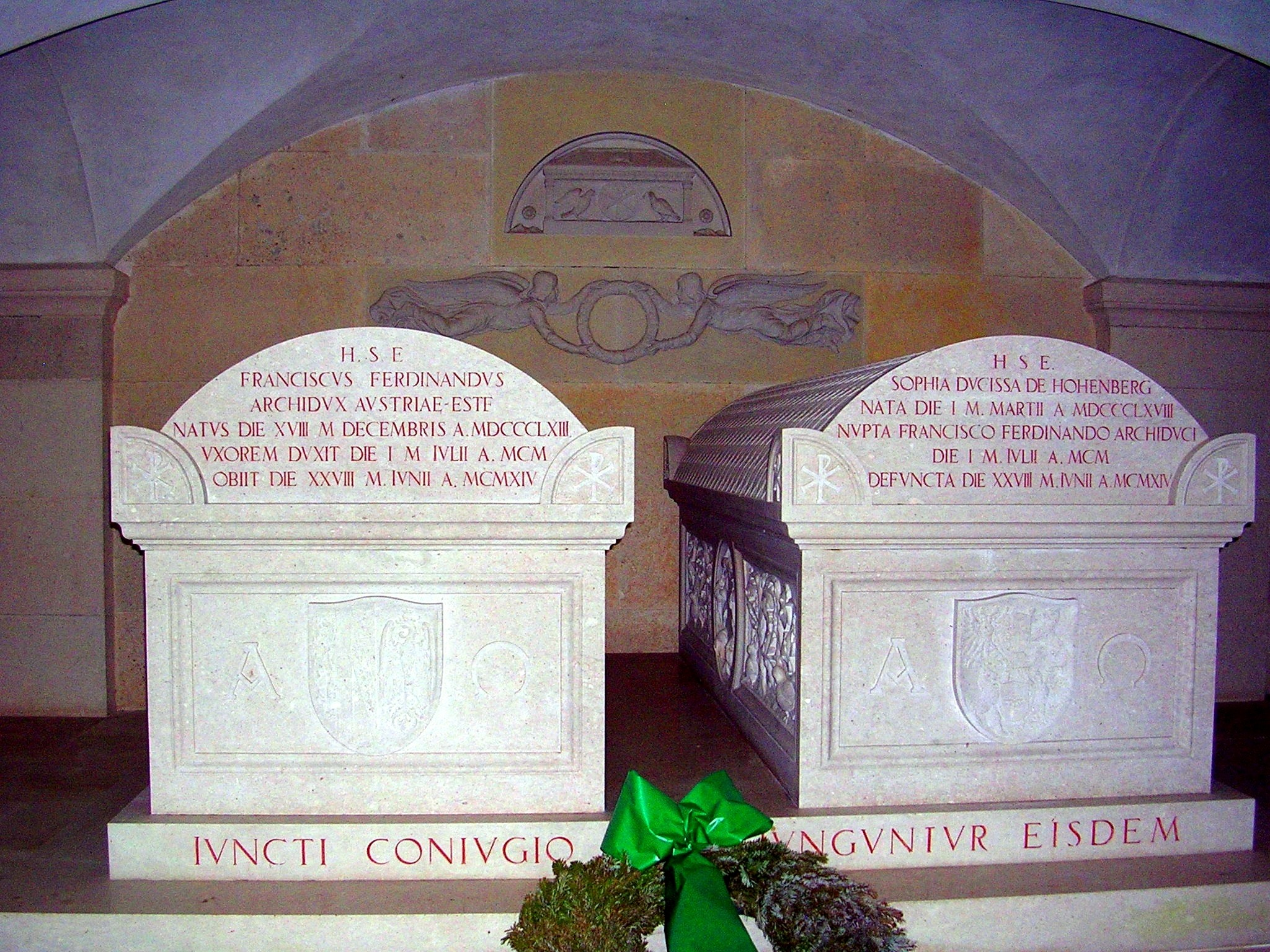
Ferenc Ferdinánd és Chotek Zsófia márvány szarkofágjai

A kastély temploma, mely egyben a község plébániatemploma is, idősebb Jakab apostol nevére van szentelve (Schloss- und Pfarrkirche St. Jakobus der Ältere. A kastély keleti oldalához csatlakozik, Artstetten-Pöbring község főteréről lépcső vezet fel hozzá. Eredetileg szabadon álló, gótikus épület volt, 1691–1698 között barokk stílusban átépítették és kibővíttetve összekötötték a kastély épületével. Az első világháborút megelőző években Ferenc Ferdinánd főherceg historizáló stílusban építette át a templomot.
1908-ban Chotek Zsófia negyedik gyermeke halva született, de a császári család megtagadta a bécsi császári kriptába való befogadását, a trónörökösnek Chotek Zsófia grófnővel kötött, rangon alulinak minősített házassága miatt. Ferenc Ferdinánd ezért úgy döntött, ő maga is lemond a császári kriptában (egyedül neki járó) helyéről és 1909-ben saját családi kripta építésére adott megbízást Ludwig Baumann műépítésznek, aki 1909–1910 között a templom előtere alatt 12 szarkofág részére alakított ki helyet. A szarajevói kettős gyilkosság után Ferenc Ferdinándot feleségével együtt ide hozták. A két szarkofág közös alapján ez a felirat olvasható: „Házasság kötelékével összekötve, közös sorsban egyesülve.” Ferenc Ferdinánd fiának, Ernst Hohenbergnek elhunyta után, 1955–56-ben a kripta területét kibővítették, 1985-ben környezetével együtt nagyívű renoválásnak vetették alá.
A kriptában nyugvó személyek, a temetések sorrendjében:
- 1910 k. Egy 1908-ban halva született fiúgyermek, Ferenc Ferdinánd és Chotek Zsófia negyedik gyermeke
- 1914 : Ferenc Ferdinánd főherceg, osztrák–magyar trónörökös (1863–1914) és felesége, Chotek Zsófia grófnő, hohenbergi hercegnő (1868–1914), az 1914. június 28-i szarajevói merénylet áldozatai
- 1954 : Ernst von Hohenberg, polgári nevén Ernst Hohenberg (1904–1954), Ferenc Ferdinánd és Chotek Zsófia második fia
- 1985 : Marie-Thérèse Wood (1910–1985), Ernst Hohenberg felesége
- 1962 : Miksa hohenbergi herceg (Maximilian von Hohenberg, 1902–1962), polgári nevén Max Hohenberg, Ferenc Ferdinánd és Chotek Zsófia legidősebb fia, Hohenberg 1. hercege
- 1993 : Maria Elisabeth Bona von Waldburg zu Wolfegg und Waldsee grófnő Miksa hohenbergi herceg felesége (1904–1993)[7]
- 1977 : Franz (Ferdinand) von Hohenberg (1927–1977), polgári nevén Franz Hohenberg, Miksa herceg és Maria Bona legidősebb fia, Hohenberg 2. hercege[8]
- 2011 : Élisabeth de Luxembourg hercegnő (1922–2011), Franz Hohenberg felesége, Sarolta luxemburgi nagyhercegnő leánya.
- 2019: Gerhard Hohenberg (1941-2019), Max Hohenberg hatodik gyermeke.
- 2019: Georg Hohenberg (1929-2019), diplomata, Max Hohenberg második gyermeke.

## A kastélypark
A ma látható kastélyparkot lényegében Károly Lajos főherceg alakíttatta ki, historizáló, természetközeli angol kerti stílusban. Közepén egy nyolcszögletű kerti pavilon áll, emeleti kilátóval, csigalépcsővel, előtte kőből faragott szökőkút, ennek figurái is a 19. századból valók.
A kocsifelhajtókat (déli oldalon a reprezentatív hintók, északi oldalon az automobilok részére) 1900 körül Ferenc Ferdinánd főherceg építtette meg. A kastély körüli, modernebb teraszokat 1914-ben Rudolf Frass osztrák műépítész és Jaroslav Molnár cseh kertépítész készítették.
Az artstetteni kastély épülete és parkja ma Ausztria védett műemlék, a Szövetségi Műemlékhivatal (Bundesdenkmalamt, BDA) listáján 31237 számmal szerepel. Az együttes legnagyobb része látogatható.

## Artstettennel kapcsolatos események

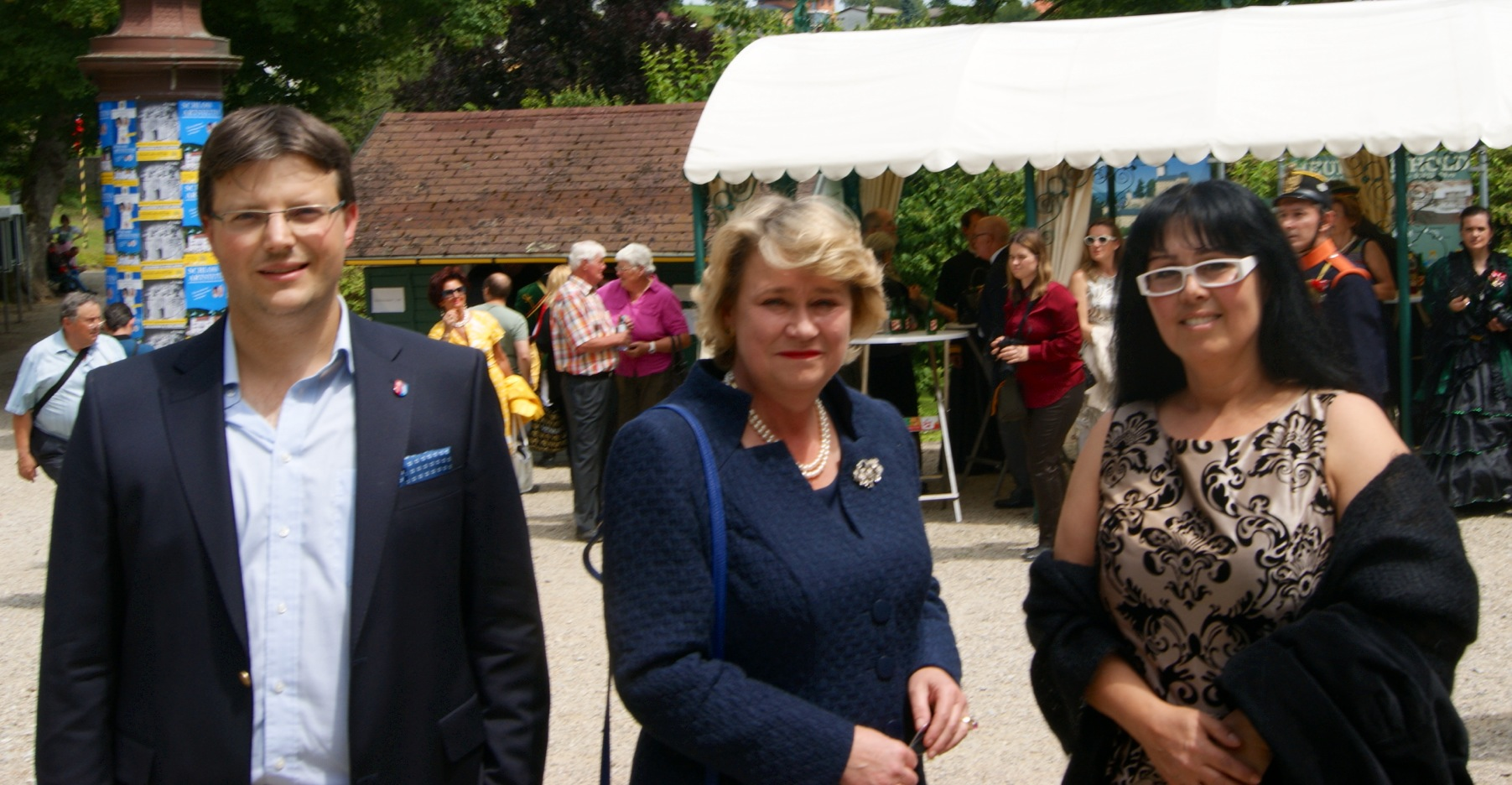
Középen Anita Hohenberg, Ferenc Ferdinánd trónörökös dédunokája, Matthias Laurenz Gräff Ilpenstein és Georgia Kazantzidu festőművészekkel, a szarajevói merénylet 100. évfordulóján, Artstettenben (2014. június 28.)

- 1986 : a bécsi császári kriptában elhelyezték Ferenc Ferdinánd főherceg és Chotek Zsófia grófnő, Hohenberg hercegnő emléktábláját, melyet Franz König bíboros, Bécs érseke szentelt fel.
- 1990 : Alsó-Ausztria tartomány elöljárósága elismerő díjat adott Romée de La Poëze d’Harambure-nak, a Ferenc Ferdinánd főherceg-múzeum megalapításáért.
- 1991 : a német ZDF televízió Donau Prinzessin című sorozatának egyes epizódjait Artstettenben forgatták.
- 2004 : a szarajevói merénylet 90. évfordulójára az Osztrák Nemzeti Bank 10-eurós ezüst emlékérmét bocsátott ki az artstetteni kastély képével.[9]
- 2014. június 28.: a szarajevói merénylet 100. évfordulóján megemlékezést tartottak, ahol Christoph Schönborn bíboros, Bécs érseke és Erwin Pröll, Alsó-Ausztria tartományi elöljárója tartott beszédet.

## Kapcsolódó irodalom
- Gerhard Stenzel. Von Schloss zu Schloss in Österreich (német nyelven). Wien: Kremayr & Scheriau (1976). ISBN 3-218-00288-5
- Wladimir Aichelburg. Erzherzog Franz Ferdinand und Artstetten (német nyelven). Wien: Orac (1986). ISBN 3-7015-0010-X
- Wladimir Aichelburg. Erzherzog Franz Ferdinand von Österreich Este und Artstetten (német nyelven). Wien: Via Imperialis (2000). ISBN 3-901749-18-7
- Christiane Scholler. Willkommen im Schloss (német nyelven). Schloss Artstetten (2011). ISBN 978-3-200-02192-1
- Stefan Haderer (2014). „Artstetten Castle: Residence and final resting place of Archduke Franz Ferdinand of Austria-Este (1863-1914), Heir-Presumptive to the Austro-Hungarian Throne” (angol nyelven). Royalty Digest Quarterly, Falköping 1/2014, Kiadó: Rosvall Royal Books.

## További információ
- Az artstetteni kastély honlapja. schloss-artstetten.at